# De Soedans

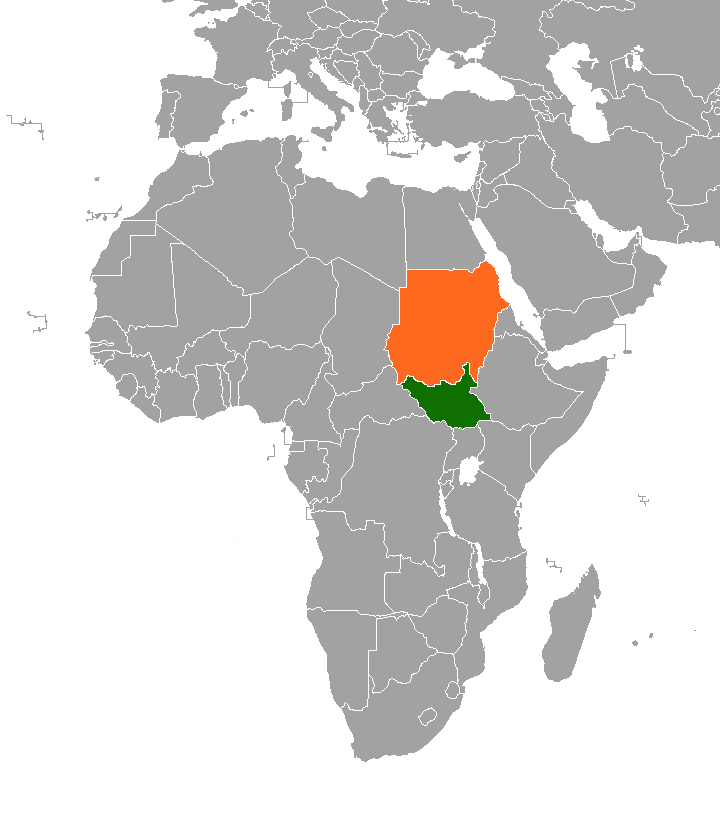
Noord-Soedan in het oranje en Zuid-Soedan in het groen.

De Soedans (ook bekend als de twee Soedans of gewoon Soedan) is een regio in Oost-Afrika die bestaat uit de soevereine staten (Noord-)Soedan en Zuid-Soedan. Tot 9 juli 2011 was de regio verenigd onder een staat die bekendstond als de Republiek Soedan.